# Rosario Bléfari

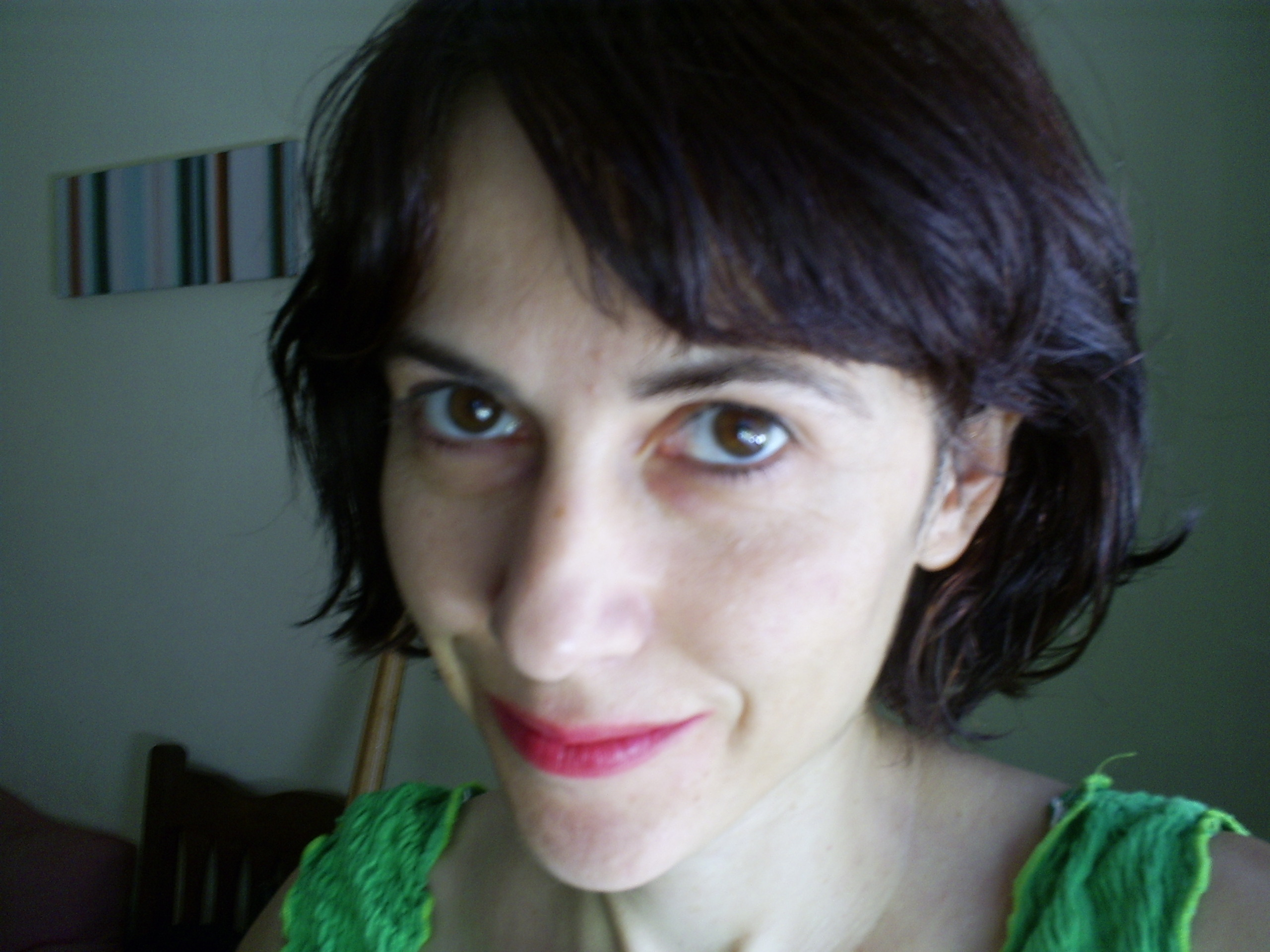
Rosario Bléfari

Rosario Bléfari (geboren am 24. Dezember 1965 in Mar del Plata, Argentinien; gestorben am 6. Juli 2020 in Santa Rosa, Argentinien) war eine argentinische Filmschauspielerin, Produzentin, Lyrikerin und Singer/Songwriterin.

## Leben
In den 1990er-Jahren gründete sie die Rockband Suárez, welche 2001 wieder aufgelöst wurde. 2015 war die Band Teil der Dokumentation "Entre dos luces. Suárez (Teil 1). Die Band veröffentlichte 5 Studioalben. Während ihrer Schauspielerkarriere arbeitete sie mit verschiedenen Regisseuren zusammen. 2010 leitete sie die Band Sué Mon Mont, mit der sie ein Album und eine EP aufnahm. Die dabei aufgenommenen Lieder wurden nie oder teils mehrere Jahre später veröffentlicht. Am 4. Februar 2001 fand im Club Hípico de Palermo das Argentina Live 2 Festival statt. Es gab acht Bands und Solisten.
Am 6. Juli 2020 verstarb sie an einem Herzinfarkt. Während sie in der Krebsbehandlung war, wurde das Immunsystem unterdrückt, wodurch sich ihr Gesundheitszustand verschlechtert hatte.

## Filmografie
- 1986: Poor Butterfly
- 1986: Ein Blick und die Liebe bricht aus
- 1986: Doli vuelve a casa (Kurzfilm)
- 1988: Lo que vendrá
- 1988: El color escondido
- 1990: I, the Worst of All
- 1990: Traición (Kurzfilm)
- 1993: Vértigos (Kurzfilm)
- 1995: 1000 Boomerangs
- 1999: Silvia Prieto
- 2004: Hotel, hotel
- 2007: Urgente (TV-Movie)
- 2007: La señal (TV-Movie)
- 2011: Verano
- 2011: A Mysterious World
- 2012: Que viva el agua (Kurzfilm)
- 2013: The Owners
- 2014: La piel (Kurzfilm)
- 2016: The Idea of a Lake
- 2017: So Long Enthusiasm
- 2019: Planta permanente